# Тбіліський академічний театр імені Коте Марджанішвілі

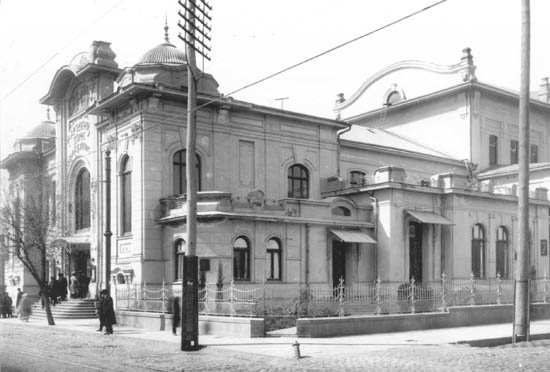

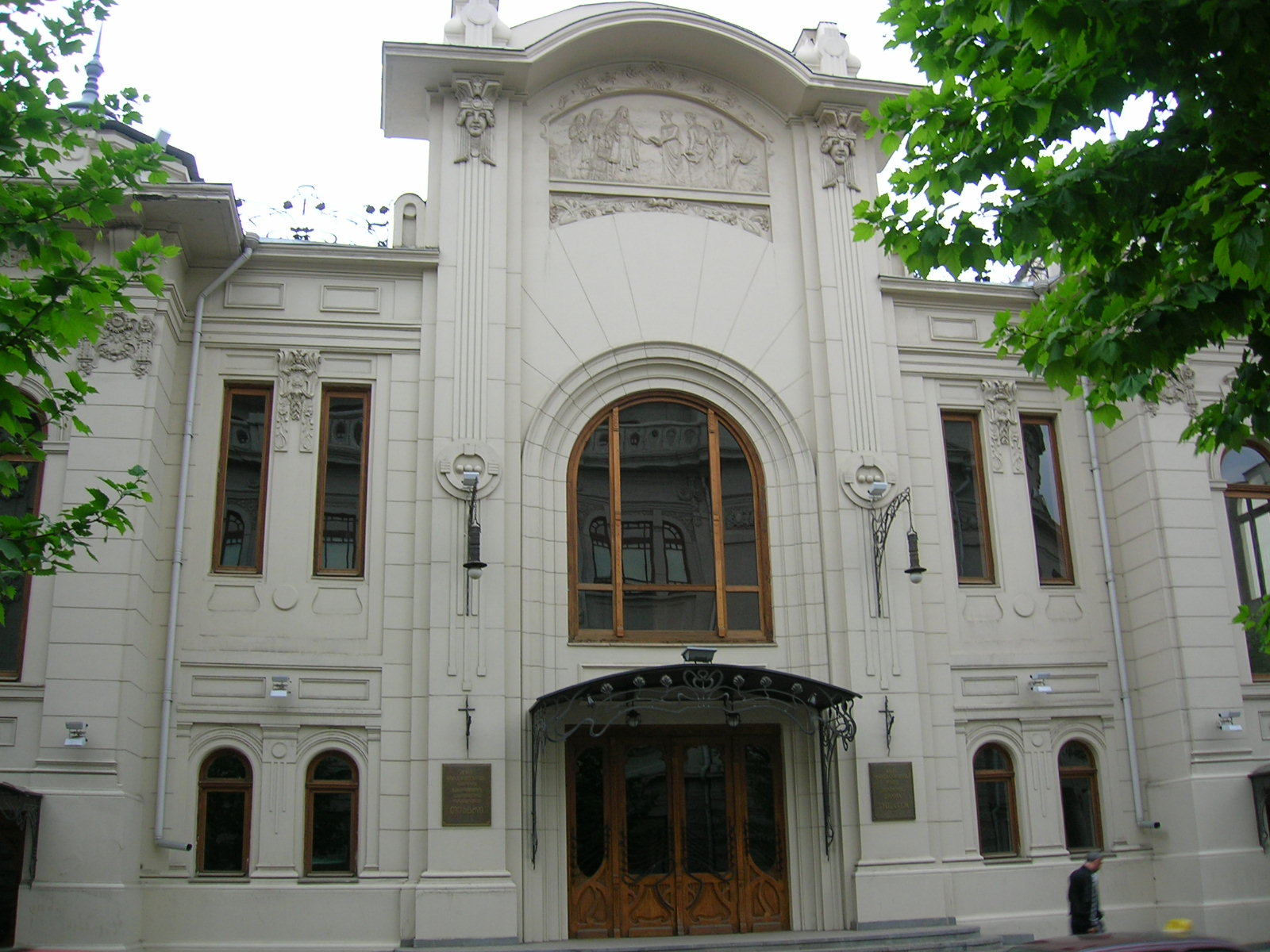
Будівля театру сьогодні (архітектор Георгій Сосанідзе)

Тбіліський академічний театр імені К. Марджанішвілі (Грузинський академічний театр імені К. Марджанішвілі; груз. მარჯანიშვილის თეატრი)  — один з провідних драматичних театрів в Грузії, розташований в Тбілісі.
1928 року театр був відкритий стараннями режисера театру і кіно Коте Марджанішвілі в Кутаїсі під назвою 2-й Державний драматичний театр. В 1930 театр був переведений в Тбілісі.
Разом з Коте Марджанішвілі організаторами театру стали його учні: Веріко Анджапарідзе, Тамара Чавчавадзе, Ушангі Чхеїдзе, Шалва Гамбашідзе, Додо Антадзе, Олександр Жоржоліані.
В 1933 театру було присвоєно ім'я Коте Марджанішвілі.
З 1949 по 1952 і в 1963—1964 рр. театр очолював Арчіл Євстахійович Чхартішвілі.
В 1958 колектив театру був нагороджений орденом Трудового Червоного Прапора. В 1966 театру було присвоєно звання академічного.